# 西三十铺镇
西三十铺镇，是中华人民共和国安徽省阜阳市颍上县下辖的一个乡镇级行政单位。

## 行政区划
西三十铺镇下辖以下地区：
三十铺社区、邢庄村、化桥村、李海村、仁和村、安全村、四十铺村、余塘村、新庄村和洪单村。